# Buckhorn (Kentucky)
Buckhorn – miasto w Stanach Zjednoczonych, w stanie Kentucky, w hrabstwie Perry.